# انکومیاندا

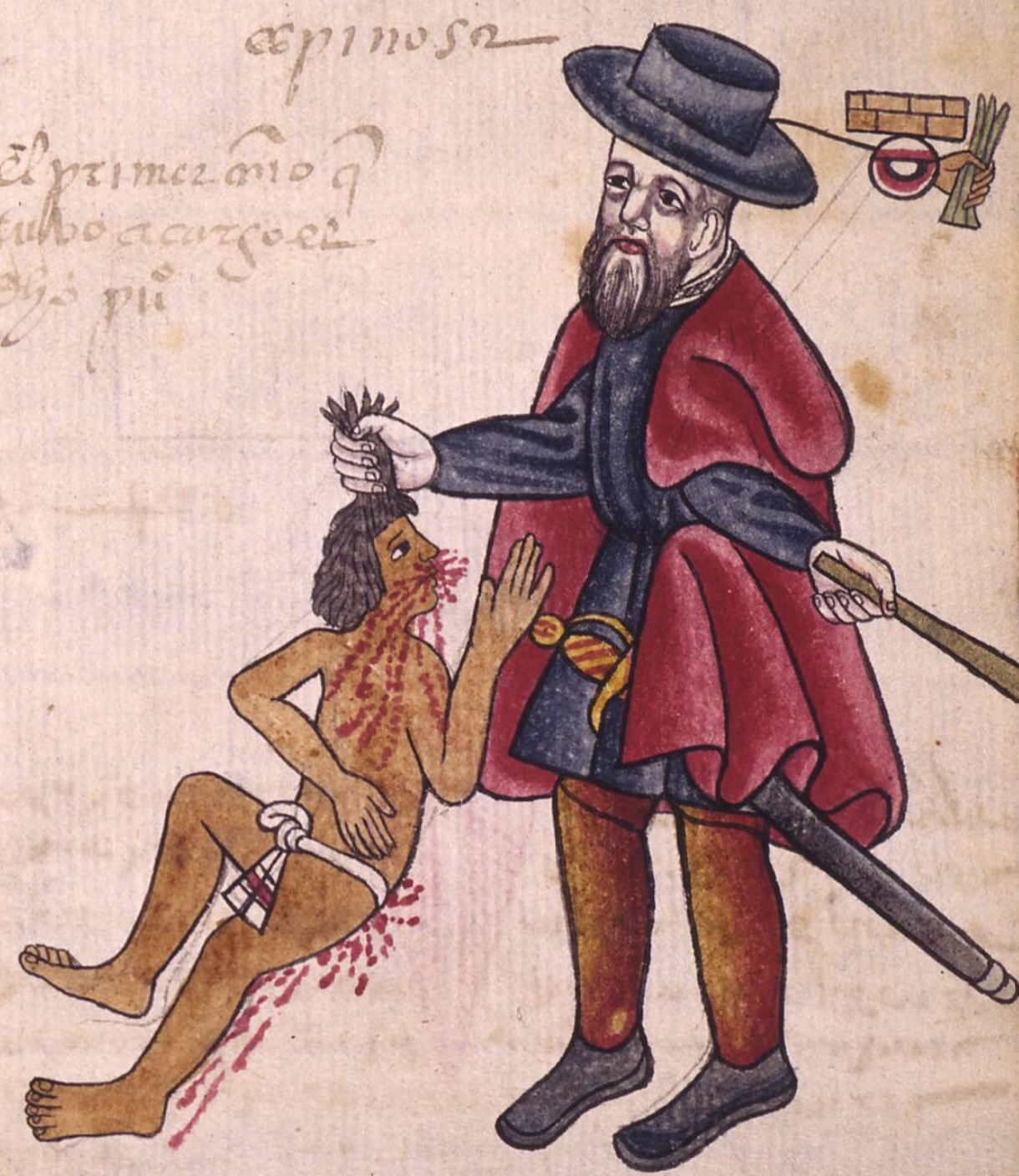
تصویر ازCodex Kingsborough سوء استفاده از یک بومی آمریکایی (سرخپوست).

انکومیاندا، (اسپانیایی: Encomienda)به معنی واگذار کردن است، سیستمی که به‌طور عمده توسط دولت اسپانیا به کار گرفته می‌شد که برای تنظیم سوء استفاده از تعرف مهاجران اسپانیایی به امریکا در زمان استعمار قاره آمریکا به کار برده می‌شد.
در انکومیاندا، دولت اسپانیا به یک فرد (مهاجر اسپانیایی) تعداد مشخص شده از بومیان را واگذار می‌کرد و آن‌ها را مسئول آن بومیان می‌شناخت. در تئوری، گیرنده انکومیاندا (در اصل مهاجر اسپانیایی)، مسئولیت داشت از بومیان در مقابله حمله قبیلهای دیگر نگهداری کند و به آنان آموزش زبان اسپانیایی و ایمان کاتولیک بدهد، در عوض آن‌ها می‌توانستند از بومیان برای کار، گرفتن طلا و مال آنان و همچنین گرفتن محصولات دیگر استفاده کنند.
در عمل، تفاوت بین انکومیاندا و برده داری خیلی کم است. بومیها به انجام کار مجبور می‌شدند و در صورتی که مقاومت می‌کردند به مجازات شدید یا حتا مرگ می‌پیوست
این سیستم به‌طور رسمی در سال ۱۷۲۰ میلادی لغو شد، اما کاربری آن بسیار زودتر از این از دست رفته بود.